# یودوکسوس سیزیکوس
یودوکسوس سیزیکوس (Eudoxus of Cyzicus) (۱۳۰ سال قبل از میلاد)، ناوبر یونانی بود که دریای عرب را برای بطلیموس هشتم، پادشاه سلسله بطلمیوسی در مصر کشف کرد.

## سفرهای دریایی به هند
بر اساس نوشته‌های پوسیدونیوس، که بعدها در کتاب جغرافیای استرابون گزارش شد، سیستم باد موسمی اقیانوس هند ابتدا توسط یودوکسوس سیزیکوس در ۱۱۸ یا ۱۱۶ قبل از میلاد کشف شد. پوسیدونیوس گفت یک ناوبر به گل نشسته از هندوستان در دریای سرخ نجات پیدا کرد و به محضر بطلیموس چهارم در اسکندریه منتقل شد. این هندی بی‌نام و نشان پیشنهاد کرد ناوبران یونانی را به هند هدایت کند. بطلیموس یودوکسوس سیزیکوس را برای دو سفر از مصر به هندوستان منصوب کرد. اولین سفر در سال ۱۱۸ قبل از میلاد و به هدایت یک ناوبر هندی بود. اکسودوس با محموله‌ای از مواد معطر و سنگ‌های قیمتی برگشت، سفر دوم در سال ۱۱۶ قبل از میلاد انجام شد. اکسودوس بدون حضور هیچ راهنمایی سفر دوم را به تنهایی پیش برد.
استرابو که کتاب جغرافیایش منبع اصلی به جا مانده از این داستان است در مورد حقیقت این ماجرا تردید داشت. تحقیقات امروزی این داستان را نسبتاً قابل استناد می‌دانند. ناوبری بعد از آن به ندرت انجام می‌شد، در قرن دوم قبل از میلاد کشتی‌های یونانی و هندی برای داد و ستد در بندرهای عربی از جمله عدن (که یونانی‌ها آن یودایمون می‌نامیدند) دیدار می‌کردند. شامل سفر طولانی و پر زحمتی بود. ناوبران مدت زیادی بود که از بادهای موسمی اطلاع داشتند. کشتی‌های هندی از این بادها برای رفتن به عربستان استفاده می‌کردند اما هیچ کشتی یونانی تا آن موقع چنین کاری نکرده بود. اگر یونانی‌ها می‌خواستند به مهارت یک ناخدای هندی برسند به این معنی بود که باید از بندرهای عربی میان‌بر می‌زدند و مسیر تجاری مستقیمی با هند ایجاد می-کردند. حال می‌خواهد داستان ناخدای به گل نشسته هندی که موضوع بادهای موسمی را به اکسودوس تعلیم داده باشد درست باشد یا نه. چیزی نگذشت که کشتی‌های یونانی به زودی از بادهای موسمی استفاده کردند تا به هندوستان برسند. در سال ۵۰ قبل از میلاد، تعداد کشتی‌های یونانی و رمی که از دریای سرخ به اقیانوس هند می‌رفتند افزایش چشم‌گیری یافت.
گاهی از یک ناوبر یونانی دیگر به اسم هیپالوس یاد می‌شود که اروپایی‌ها را با مفهوم مسیر بادهای موسمی به هندوستان آشنا کرد. گاهی تصور می‌شود وی بخشی از ماموریت‌های اکسودوس بوده‌است.

## تلاش‌های ناوبری اطراف آفریقا
وقتی اکسودوس از دومین سفرش به هند برمی‌گشت، باد او را از خلیج عدن دور کرد و تا فاصله‌ای از خلیج آفریقا برد. جایی که در امتداد شرق خلیج آفریقا، بقایای یک کشتی را پیدا کرد. اکسودوس با توجه به ظاهر ان و داستان‌هایی که بومیان تعریف کردند نتیجه‌گیری کرد این کشتی از قادص (کادیس امروزی در اسپانیا) بوده و به دور آفریقا سفر کرده‌است. همین مسئله الهام‌بخش سفری به دور آفریقا شد. مقدمات سفر را به تنهایی آماده کرد و از قادص عبور کرد و در خلیج آفریقا ناوبری کرد. با دشواری-های زیادی رو به رو شد و مجبور شد به اروپا برگردد.
بعد از این شکست یک بار دیگر عازم ناوبری در آفریقا شد. سرنوشت نهایی او مشخص نیست. گرچه برخی مانند پلینیوس ادعا کردند، اکسودوس به هدفش رسید اما نتیجه محتمل این است که در مسیر سفر جانش را از دست داد.

## در فرهنگ عامه
اکسودوس (با املای یونانی اسمش اوکسودوس) راوی رمان تاریخی ال. اسپراگ دی کمپ، باد طلایی است.